# Torre Greenknowe
La torre de Greenknowe Tower (Greenknowe Tower) és una casa-torre escocesa del segle xvi, als afores del poble de Gordon, als Scottish Borders. Encara que es troba actualment en ruïnes, la pedra es troba en bon estat. Des de 1972, és un monument protegit per Historic Scotland, l'organisme públic del Govern d'Escòcia que protegeix i promou el patrimoni històric d'Escòcia.

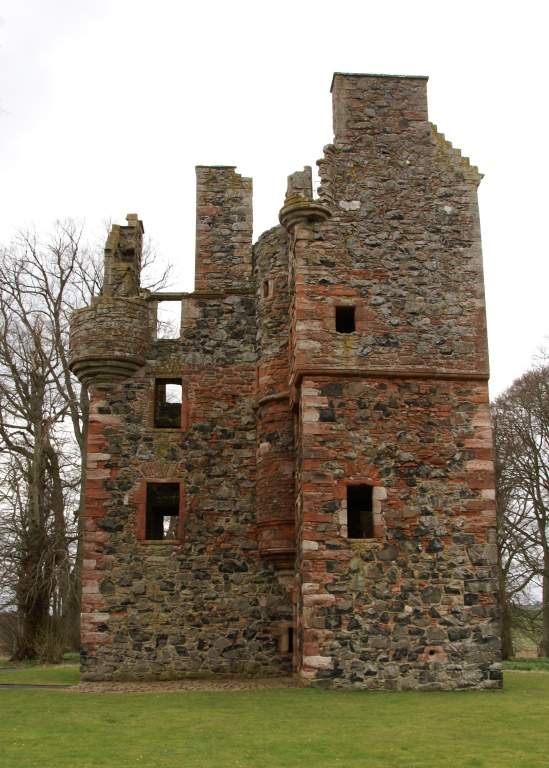
Vista de la Torre Greenknowe

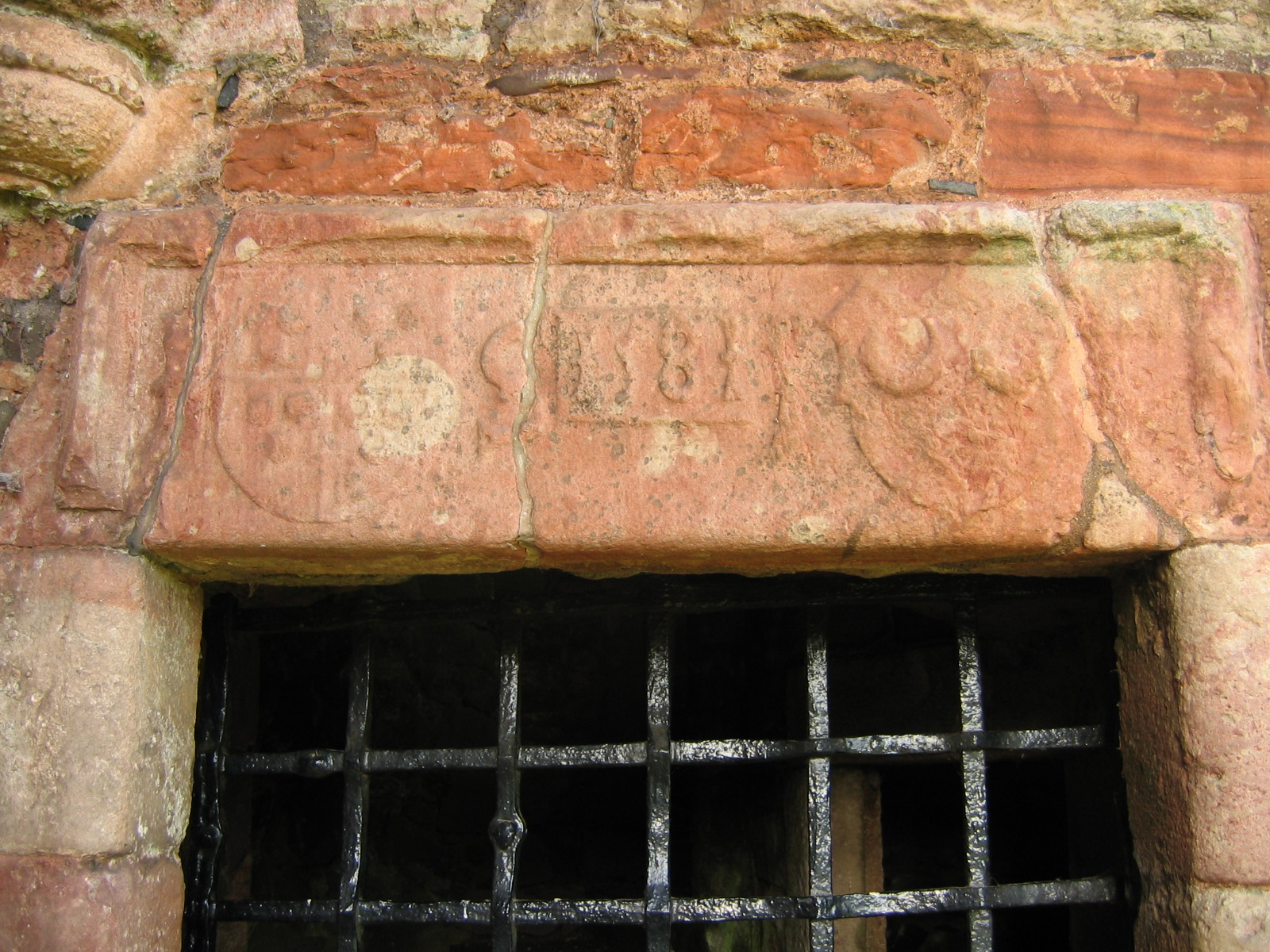
Inscripció a la llinda (IS per James Seton, IE per la seva esposa, Janet Edmonstone, amb els seus respectius escuts, i la data, 1581.

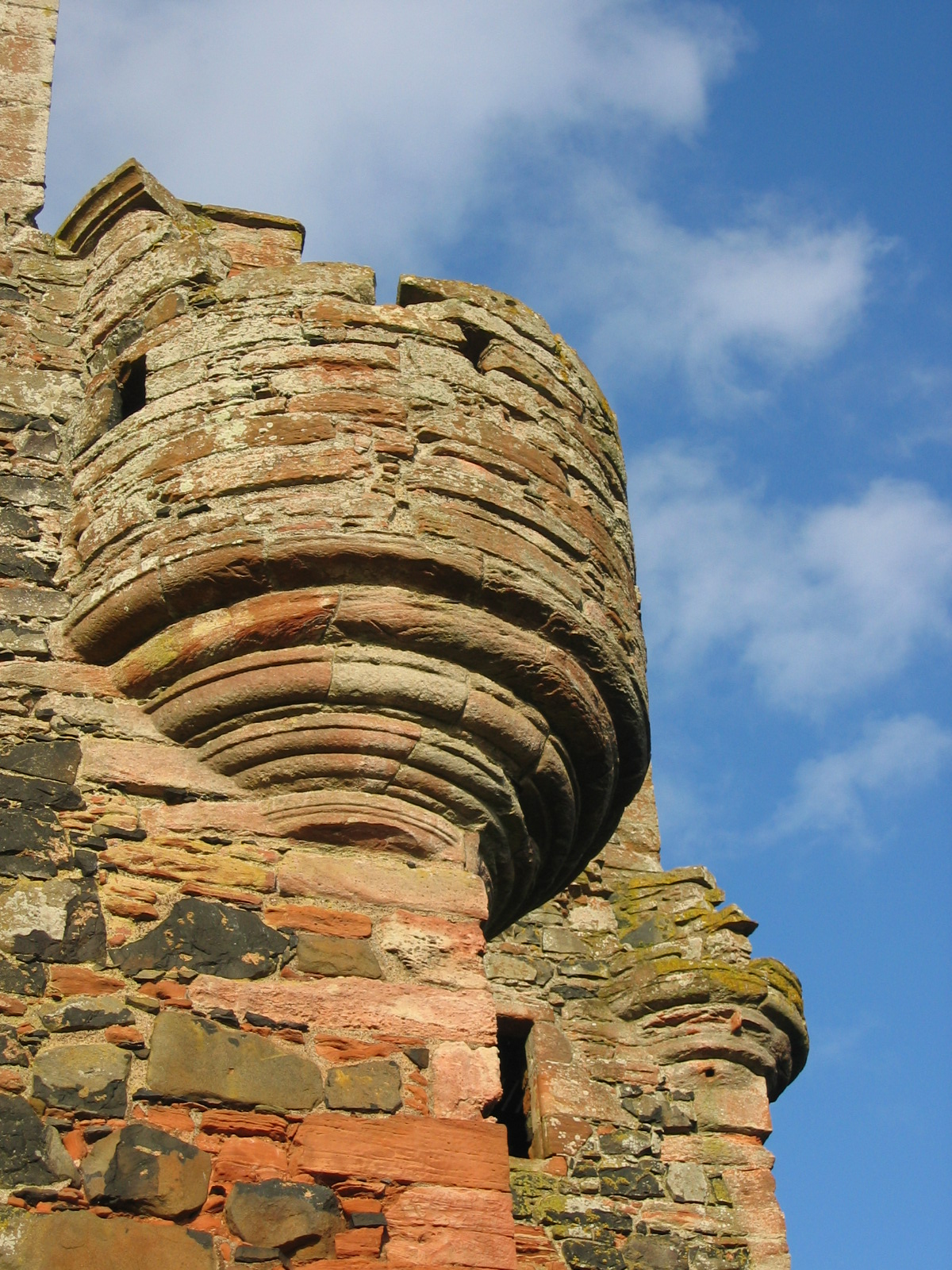
Detall d'una garita.

## Història
La casa-torre va ser construïda l'any 1581 per James Seton, del Clan Seton, i les seves inicials, juntament amb les de la seva esposa, Janet Edmonstone, els seus respectius escuts i la data de construcció figuren a la llinda de l'entrada. L'edifici està construït en una lloma originalment envoltada i protegida per terreny pantanós.
Va ser ocupada fins a mitjan segle xix, i adquirit per l'Estat a l'any 1937.

## Construcció
Greenknowe és un exemple d'una torre amb planta en forma de L, amb un bloc central de 10,5 m per 7 m, amb quatre plantes, i una ala de cinc plantes. Els murs tenen un grossor d'1,2 m.
S'accedeix a l'edifici per una única porta protegida per un reixat de gelosia o yett.